# Papežský institut arabistických studií a islamologie
Papežský institut arabistických studií a islamologie ((italsky)Pontificio Istituto di Studi Arabi e d'Islamistica (latinsky) Pontificium Institutum Studiorum Arabicorum et Islamisticae, zkratka PISAI) je papežský institut, který se zabývá studiem arabistiky a islamologie. Vznikl oddělením ze školy arabistiky Institut des Belles Lettres Arabes (IBLA) tzv. Bílých otců kardinála Lavigerieho, který existoval od roku 1928 v Tunisu, z nějž vznikl v roce 1960 Institut Pontifical d'Études Orientales (IPEO). Dnes je finančně zabezpečován přímo Svatým Stolcem, sídlí v Římě na Viale di Trastevere.